# Paul Massot
Pour les articles homonymes, voir Massot.
Paul Massot, né le 15 août 1800 à Perpignan (Pyrénées-Orientales) et mort le 27 mars 1881 à Paris, est un homme politique, médecin et malacologiste français.

## Biographie
Après avoir été au Lycée Napoléon, il poursuit des études de médecine d'abord à Paris, puis à Montpellier et obtient, en 1823, son titre de Docteur. Il est bientôt nommé chirurgien en chef de l'Hospice civil.
Il est membre de la plupart des sociétés secrètes de son département et ses idées révolutionnaires fortes lui valent d'être banni en 1852 ; il sera gracié deux ans plus tard.[réf. nécessaire]
En 1872, il est nommé président du Conseil général des Pyrénées-Orientales.
En 1876, il est élu député à la Chambre de Versailles par 5 290 voix. En mai 1877 il est l'un des signataires du manifeste des 363. Le 2 décembre 1877, il est élu sénateur de son département, en remplacement de Pierre Lefranc. Il occupera sa fonction de sénateur jusqu'à sa mort.
Sa famille comportera de nombreux grands médecins, toujours parmi les vieilles familles de Catalogne : les docteurs Joseph Denoyes (précurseur de la radiologie moderne, grand défenseur de la viticulture roussillonnaise, décédé en 1957), et Paul Denoyes (ophtalmologiste, décédé en 1969), le docteur Paul de Lamer, qui, élu maire de Perpignan sans avoir jamais sollicité de mandat, se présentera au conseil municipal et démissionnera immédiatement pour retourner à ses patients.

## La malacologie
À côté de ses occupations et préoccupations politiques, il se passionna pour la science malacologique pour laquelle il laissera quatre mémoires dont un catalogue des mollusques terrestres et fluviatiles de son département énumérant 254 espèces, ainsi qu'une révision des testacelles françaises dont il reconnaissait 14 espèces. Il décrivit plusieurs espèces nouvelles, notamment dans le genre Testacella. Unio aleronii décrite avec son collègue M. Companyo est toutefois la seule admise aujourd'hui comme valide en tant que sous-espèce d'Unio mancus.

## Mandats
Conseiller général du canton de Céret
- 1848 - 1849

## Publications
- 1841 : Notice médicale sur les eaux sulfureuses de Molitg (Pyr.-Orient.). Perpignan.
- 1845 : « Description d'une espèce nouvelle de Mulette » (en collaboration avec M. Companyo) dans Bulletin de la Société agricole, scientifique et littéraire des Pyrénées-Orientales, VI : 234-235.
- 1845 : « Description d'une espèce nouvelle de Physe » dans Bulletin de la Société agricole, scientifique et littéraire des Pyrénées-Orientales, VI : 236.
- 1848 : Notice sur une épidémie de fièvres intermittentes pernicieuses qui a régné à Salces pendant le mois de décembre 1847. Perpignan.
- 1870 : « Des Testacelles françaises » dans Ann. malac., I : 145-157, 1 pl.
- 1872 : « Énumération des Mollusques terrestres et fluviatiles vivants du département des Pyrénées-Orientales » dans 19e bulletin de la Société agricole, scientifique et littéraire des Pyrénées-Orientales, 116 p. + 1 pl. Perpignan.